# Sinagoga de Rivarolo Mantovano
La sinagoga de Rivarolo Mantovano, actualmente en desuso pero en buenas condiciones, se encuentra en Piazza Giuseppe Finzi. En 1903 fue donada como sede de la Società di Mutuo Soccorso tra gli operai rivarolesi.

## Historia
El edificio de la sinagoga del siglo XVI también albergaba la casa del rabino, en el centro de un complejo de edificios habitados por judíos desde el siglo XVI, alrededor de la actual Piazza Finzi. La sala de oración es grande, iluminada por cuatro grandes ventanales y coronada por una cúpula cruzada con una falsa claraboya en el centro con cuatro ventanas pintadas. El aron se colocó en un gran nicho, dominado por las tablas de la ley. Todas las paredes están preciosamente decoradas con falsas columnas, cornisas de estuco, puertas y ventanas pintadas. Una estrecha escalera conduce al pequeño matroneo, ubicado en el lado opuesto a la entrada.
Con el declive demográfico de la comunidad debido a la emigración a los principales centros de la región, la sinagoga fue desmantelada y donada en 1903 a la Società di Mutuo Soccorso tra gli operai rivarolesi. En la comunidad judía de Rivarolo Mantovano, la memoria de Giuseppe Finzi, uno de los mártires de Belfiore, avivó profundos sentimientos patrióticos y garibaldinos. Los trabajos de recuperación no cambiaron radicalmente la estructura y la distribución decorativa de la habitación. En lugar de las Tablas de la Ley se colocó el retrato de Giuseppe Garibaldi, presidente de honor de la asociación, y en el nicho del aron se pintó la carta de agradecimiento que el héroe de dos mundos había enviado a los rivaroleses en 1864. Los escritos patrióticos reemplazaron las antiguas inscripciones en hebreo.
La sala, que se ha mantenido en buen estado de conservación, ocasionalmente alberga eventos culturales y visitas guiadas.